# Claire Penn
Claire Penn (1951 – 2018) là một nhà nghiên cứu bệnh học tiếng nói/ngôn ngữ ở Nam Phi, giữ vị trí Khoa trưởng Bệnh lý ngôn ngữ và Thính học, bà từng là chuyên gia nghiên cứu cao cấp tại Hội đồng Nghiên cứu Khoa học Nhân văn. Bà nhận được Huân chương Mapungubwe (Bạc) năm 2007, Huân chương cao nhất Nam Phi, cho những cống hiến về ngôn ngữ học, ngôn ngữ ký hiệu, ngôn ngữ trẻ em, hội chứng bất lực ngôn ngữ và chấn thương đầu.

## Sự nghiệp
Penn sinh ra ở Kenya và chuyển đến gia đình ở Nam Phi lúc 12 tuổi. Bà theo học Đại học Witwatersrand (Wits), nơi bà hoàn thành bằng Cử nhân (cum laude) trong Speech and Hearing năm 1972. Bà làm việc tại Wits với tư cách là người hướng dẫn lâm sàng từ năm 1973 đến năm 1976 trước khi chuyển đến Anh như một học giả Hội đồng Anh – British Council. Bà trở về Wits để lấy bằng tiến sĩ năm 1983.
Bà là thỉnh giảng tại Đại học Macquarie ở Sydney, Úc, và Đại học Case Western Reserve Hoa Kỳ. Năm 2008 Penn được đặt tên Shoprite Checkers / SABC 2 Nam Phi Người phụ nữ của năm cho Khoa học và Công nghệ
. Trong năm 2012, chuyến thăm và giảng dạy của bà về"Truyền thông sức khỏe trên các nền văn hóa: Một số góc nhìn từ Nam Phi"("Health Communication across Cultures: Some Perspectives from South Africa") được tài trợ bởi Đại học Duke.

## Cuộc sống cá nhân
Bà có hai con, sở thích leo núi và đi bộ đường dài.